# Skenfrith
Skenfrith är en ort och en community i Monmouthshire i Wales. Orten är belägen 10 km från Monmouth. Communityn inrättades den 4 maj 2022 genom överföring av områden från Grosmont, Llangattock-Vibon-Avel och Llantilio Crossenny communities.